# Etapa Departamental de Moquegua 2025
La Etapa Departamental de Moquegua 2025 es la edición número 55.ª de este certamen. El torneo es organizado por la Liga Departamental de Fútbol de Moquegua, y en esta edición participan clubes provenientes de las provincias de Ilo y Mariscal Nieto.
La competencia otorga dos cupos a la Etapa Nacional de la Copa Perú 2025, que representa el camino al ascenso al fútbol profesional peruano. 

## Formato de competencia
La Etapa Departamental de Moquegua 2025 se disputa bajo el sistema de liguilla entre los cuatro clubes clasificados de las provincias de Ilo y Mariscal Nieto. El torneo se desarrolla en seis fechas, en las cuales cada equipo se enfrenta en partidos de ida y vuelta con los demás participantes, sumando un total de tres partidos como local y tres como visitante por equipo.
Al término de la sexta jornada, los clubes serán ordenados en una tabla de posiciones general. Los dos primeros lugares clasificarán a la Etapa Nacional de la Copa Perú 2025.

## Equipos clasificados
Los siguientes equipos representarán a sus respectivas provincias en la Etapa Departamental de Moquegua 2025. 
| Provincia              | Equipo                    | Vía de clasificación                     | Estadio                 |
| ---------------------- | ------------------------- | ---------------------------------------- | ----------------------- |
| Ilo 2 cupos            | Hijos del Altiplano ADEBA | Campeón Provincial Subcampeón Provincial | Estadio Mariscal Nieto  |
| Mariscal Nieto 2 cupos | Barrio 12 UCV Moquegua    | Campeón Provincial Subcampeón Provincial | Estadio 25 de Noviembre |

## Liguilla Final
| Pos. | Equipo              | Pts. | PJ | G | E | P | GF | GC | Dif. | Clasificación            |
| ---- | ------------------- | ---- | -- | - | - | - | -- | -- | ---- | ------------------------ |
| 1    | Hijos del Altiplano | 10   | 5  | 3 | 1 | 1 | 12 | 6  | +6   | Campeón Departamental    |
| 2    | Barrio 12           | 8    | 5  | 2 | 2 | 1 | 12 | 8  | +4   | Subcampeón Departamental |
| 3    | UCV Moquegua        | 5    | 5  | 1 | 2 | 2 | 6  | 7  | −1   | Eliminado                |
| 4    | ADEBA               | 4    | 5  | 1 | 1 | 3 | 5  | 14 | −9   | Eliminado                |

Actualizado a los partidos jugados el 17 de agosto de 2025.
 Fuente: LIDEFMO

### Resultados de la Liguilla Final
| Fecha 1   | Fecha 1   | Fecha 1             | Fecha 1                 | Fecha 1  | Fecha 1     | Fecha 1 | Fecha 1 |
| Local     | Resultado | Visitante           | Estadio                 | Ciudad   | Fecha       | Hora    |         |
| --------- | --------- | ------------------- | ----------------------- | -------- | ----------- | ------- | ------- |
| Barrio 12 | 0 - 0     | Hijos del Altiplano | Estadio 25 de Noviembre | Moquegua | 20 de julio | 15:00   |         |
| ADEBA     | 1 - 0     | UCV Moquegua        | Estadio Mariscal Nieto  | Ilo      | 20 de julio | 15:00   |         |

| Fecha 2      | Fecha 2   | Fecha 2             | Fecha 2                 | Fecha 2  | Fecha 2     | Fecha 2 | Fecha 2 |
| Local        | Resultado | Visitante           | Estadio                 | Ciudad   | Fecha       | Hora    |         |
| ------------ | --------- | ------------------- | ----------------------- | -------- | ----------- | ------- | ------- |
| UCV Moquegua | 3 - 2     | Hijos del Altiplano | Estadio 25 de Noviembre | Moquegua | 27 de julio | 15:00   |         |
| ADEBA        | 2 - 4     | Barrio 12           | Estadio Mariscal Nieto  | Ilo      | 27 de julio | 15:00   |         |

| Fecha 3             | Fecha 3   | Fecha 3      | Fecha 3                 | Fecha 3  | Fecha 3     | Fecha 3 | Fecha 3 |
| Local               | Resultado | Visitante    | Estadio                 | Ciudad   | Fecha       | Hora    |         |
| ------------------- | --------- | ------------ | ----------------------- | -------- | ----------- | ------- | ------- |
| Hijos del Altiplano | 4 - 0     | ADEBA        | Estadio Mariscal Nieto  | Ilo      | 3 de agosto | 15:00   |         |
| Barrio 12           | 1 - 1     | UCV Moquegua | Estadio 25 de Noviembre | Moquegua | 3 de agosto | 15:00   |         |

| Fecha 4             | Fecha 4   | Fecha 4   | Fecha 4                            | Fecha 4  | Fecha 4      | Fecha 4 | Fecha 4 |
| Local               | Resultado | Visitante | Estadio                            | Ciudad   | Fecha        | Hora    |         |
| ------------------- | --------- | --------- | ---------------------------------- | -------- | ------------ | ------- | ------- |
| UCV Moquegua        | 2 - 2     | ADEBA     | Estadio Colegio Modelo San Antonio | Moquegua | 9 de agosto  | 18:00   |         |
| Hijos del Altiplano | 5 - 3     | Barrio 12 | Estadio Mariscal Nieto             | Ilo      | 10 de agosto | 15:00   |         |

| Fecha 5             | Fecha 5   | Fecha 5      | Fecha 5                 | Fecha 5  | Fecha 5      | Fecha 5 | Fecha 5 |
| Local               | Resultado | Visitante    | Estadio                 | Ciudad   | Fecha        | Hora    |         |
| ------------------- | --------- | ------------ | ----------------------- | -------- | ------------ | ------- | ------- |
| Barrio 12           | 4 - 0     | ADEBA        | Estadio Mariscal Nieto  | Ilo      | 17 de agosto | 15:00   |         |
| Hijos del Altiplano | 1 - 0     | UCV Moquegua | Estadio 25 de Noviembre | Moquegua | 17 de agosto | 15:15   |         |

| Fecha 6      | Fecha 6   | Fecha 6             | Fecha 6                 | Fecha 6  | Fecha 6      | Fecha 6 | Fecha 6 |
| Local        | Resultado | Visitante           | Estadio                 | Ciudad   | Fecha        | Hora    |         |
| ------------ | --------- | ------------------- | ----------------------- | -------- | ------------ | ------- | ------- |
| UCV Moquegua |           | Barrio 12           | Estadio 25 de Noviembre | Moquegua | 24 de agosto | 15:00   |         |
| ADEBA        |           | Hijos del Altiplano | Estadio Mariscal Nieto  | Ilo      | 24 de agosto | 15:00   |         |

## Clasificados a la etapa nacional
Hijos del Altiplano

El Algarrobal

Ilo

Por definir

Por definir

Por definir

Por definir

Por definir